# صالح بوزوک
صالح بوزوک (ترکی استانبولی: Salih Bozok؛ دسامبر ۱۸۸۱ – ۲۵ آوریل ۱۹۴۱) افسر ارتش عثمانی بود که بعدها ارتش ترکیه و سیاستمداری از جمهوری ترکیه شد. او دستیار ارشد اردوگاه مصطفی کمال (آتاتورک)، بنیانگذار ترکیه نوین بود. بوزک یک کودکی نزدیک و دوست مادام العمر آتاتورک بود که هر دو در سال ۱۸۸۱ در سالونیک متولد شده و در دبیرستان مناستییر با هم همکلاس بودند. در ۱۰ نوامبر ۱۹۳۸، پس از اینکه جسد مرده آتاتورک در اتاق‌خواب قصر کاخ دلمه‌باغچه دیده شد، بوزوک سراسیمه و مبهوت بیرون آمد و با یک تپانچه به سینه خود شلیک کرد. با این حال، گلوله از کنار قلب او گذشت و بلافاصله کشته نشد، اون در نهایت بر اثر این جراحت در آوریل ۱۹۴۱ کشته شد.
زندگی و دوستی او با آتاتورک در فیلم فیلم ترکیه‌ای سال ۲۰۱۰ به نام وداع به تصویر کشیده شده‌است.